# کمپ قرغه

کمپ فینکس، میدان وطن پرستان

افسوتر، کمپ فینکس یا کمپ قرغه یک ساحهٔ نظامی متعلق به اردوی ملی افغانستان است که در حومه شهر کابل، ۳٫۵ کیلومتر دورتر از میدان هوایی بین‌المللی حامد کرزی قرار دارد. این کمپ توسط اتحاد جماهیر شوری افتتاح شد و از ۲۰۰۳ تا ۲۰۱۴ توسط ایالات متحده تحت نام کمپ فینکس  اداره می‌شد. در حال حاضر کشورهای انگلستان، استرالیا، نیوزلند و دانمارک نیروهای افغان را در این کمپ تحت ماموریت حمایت قاطع آموزش می‌دهند. 

## تاریخچه

### افسوتر
کمپ قرغه به صورت محلی با نام افسوتر شناخته میشود. افسوتر مرکز لوژستیکی و ترانسپورتی اتحاد جماهیر شوروی در افغانستان بود. این منطقه به دلیل موقعیت استراتژیکی بسیار عالی در مسیر شاهراه کابل جلال آن توسط نیروهای روس انتخاب شده بود و پیش از ورود مجاهدین به کابل دارای انواع ماشین‌های گران‌قیمت و مختلف روسی برای باربری بود. پس از ترک شوروی از خاک افغانستان و ورود مجاهدین به شهر کابل این منطقه کاملاً توسط مجاهدین به چپاول رفت و تمام اموال آن به وسیله فرماندهان آنها به فروش رفت و این منطقه تبدیل به یک آشغال‌دانی بزرگ آهن‌آلات شد.

### کمپ فینکس
تا سال ۲۰۰۳، این منطقه همینطور باقی ماند تا اینکه دفتر حمایت‌های مالی ارتش آمریکا نیاز به جا دادن بیش از ۸۰۰ سرباز در کابل پیدا کرد و این منطقه را به دلیل موقعیت عالی آن بهترین منطقه دانستند و این منطقه را از شرکت افسوتر برای یک‌سال اجاره نمودند و در کمتر از ۷ روز کمپ فینکس توسط سربازان آن درست شد و توانست امکانات کمپ را تا ۱۵ می ۲۰۰۳ به حدی برساند که بتواند جوابگوی نیازهای بیش از ۵۰۰ سرباز آمریکایی در تمامی زمینه‌ها باشد.
این کمپ خانهٔ تسک فورس فینکس بود که توسط ارتش ایالات متحده و  نیروهای ناتو در افغانستان اداره می‌شد و به صورت اداری توسط نیروهای پیاده‌نظام ۸۶ام و نیروهای نظامی ایالت ورمانت سرپرستی می‌شد. وظیفهٔ اصلی آنها تعلیم دادن پلیس ملی و اردوی ملی افغانستان بود. نیروهای آمریکایی و ناتو به همراه پیمانکاران محلی و خارجی در این کمپ زندگی می‌کردند. پنج نفر از مجلس نمایندگان آمریکا در ۱۲ اکتبر ۲۰۰۷ برای یک دیدار رسمی از افغانستان از این کمپ بازدید کردند.
این کمپ  یا نیروی اجرای عملیات فینکس بود. در فوریه ۲۰۰۵، اردوی ملی افغانستان بیش از ۵۰۰۰ نیروی بدون تعلیم و تازه‌کار داشت که برای این یگان برای تعلیمات بیشتر فرستاد. بیش از هزاران سرباز افغان تحت تعلیم تسک فورس فینکس قرار گرفتند. کمپ فینکس در زمان خودش نسبت به موقعیت قدیمی افسوتر حدود ۳ برابر گسترش یافت.